# Hunvulf
Hunvulf, más írásmóddal Onoulf (latinul: Onoulphus), (440 körül – 493 márciusa) a szkírek ifjabb királya, majd római tábornok.
Edika fiaként született, Odoaker öccseként. 440 körül valószínűleg a tiszántúli hun orduban született s 453 körülig édesapja mellett ott is nevelkedett. Az osztrogótok ellen vívott vesztes Bolia menti csatában apja oldalán a szkírek „primatus”-a (469). A vereség s népe pusztulása után keletrómai szolgálatba áll, 477-től Illyricum egyik katonai parancsnoka. Epirusban részt vesz a „Valamerfi” Nagy Theoderik gótjai elleni harcokban (480/481). Röviddel később átállt bátyjához, akinek megbízásából 488-ban végleg elűzte Rugilandból Friderik rugi trónörököst és harcosait. Győzelme ellenére elrendelte a Part menti Noricum (Noricum ripense)-maradvány római lakosságának Itáliába telepítését, katonai segédlettel felszámolta a római életet Északnyugat-Pannoniában, a mai alsó-ausztriai Duna-szakaszon is. 490-től három éven át Odoakerrel együtt Ravennát védelmezi, 493 februárjában a város békés átadása után Nagy Theoderik gótjai a templomban menedéket kereső Hunvulfot nyíllövésekkel megölik.